# Roderick William McLeod
Sir Roderick William McLeod, britanski general, * 1905, † 1980.